# El amor es más fácil
El amor es más fácil es una película de comedia romántica argentina de 2020 dirigida por Daniel Pensa sobre el guion de Javier Montavani, Bernardo Gatto, Adrián Suárez y Bernabé Botte basado en la historia de este último. Está protagonizada por Ailín Zaninovich y Andrés Gil. La película se estrenó el 10 de diciembre de 2020.

## Sinopsis
Dos jóvenes, un publicitario y una chica que tiene una vocación artística, se conocen mientras atraviesan crisis amorosas y deberán tomas decisiones.

## Reparto
Participaron del filme los siguientes intérpretes:
- Ailín Zaninovich como Gala
- Andrés Gil como Diego
- Santiago Korovsky como Marito
- Brian Buley como Máximo
- Ana Celentano como Diana
- Rafael Spregelburd como Marcos
- Alejandro Paker como Lucas
- Soledad García como Valeria
- Majo Castorina como Julia
- Lucila Gandolfo como Teté

## Recepción

### Comentarios de la crítica
Leonardo D’Espósito escribió en la revista Noticias:

”...tiene los meandros típicos de cualquier otro ejemplo del género, pero funciona: los dos personajes principales están construidos con simpatía y credibilidad. No implica que el film carezca de algún defecto quizás debido a la necesidad o de ser políticamente correcto o de sincronizar con las ideas más en boga respecto de las relaciones de pareja (en cierto sentido, y dado que todo el film es un flashback, hay algo que va a contrapelo de la tradición de la comedia romántica, pero sería spoiler revelarlo aquí), pero en todo caso, no atentan contra la credibilidad del asunto. En gran medida, todo funciona como un catálogo del amor y el sexo en los tiempos que corren.”

Paraná Sendrós en Ámbito Financiero opinó:

”...pequeña historia romántica donde dos seres despechados por sus respectivos amores se conocen...tiene a dos intérpretes agradables y bien adecuados para encarnar la historia...Y un buen trío de amigos como soporte gracioso....nadie sabe cómo a mitad de la película los tres desaparecen, se acaba el soporte gracioso, y también se acaba buena parte de la gracia de la película. Increíble, cuatro personas trabajaron en este guion.